# Copa Libertadores 2023
La Copa Libertadores 2023, denominada oficialmente Copa Conmebol Libertadores 2023, fue la sexagésima cuarta edición del torneo de clubes de fútbol más importante de América del Sur, organizado por la Conmebol. Participaron equipos de diez países sudamericanos: Argentina, Bolivia, Brasil, Chile, Colombia, Ecuador, Paraguay, Perú, Uruguay y Venezuela. La final del campeonato se disputó el 4 de noviembre en el estadio Maracaná, de Río de Janeiro.
El campeón del torneo fue Fluminense de Brasil, tras vencer a Boca Juniors de Argentina por 2-1 en el tiempo suplementario. De este modo, obtuvo su primer título en la competición. Jugó la Copa Mundial de Clubes de la FIFA 2023, la Recopa Sudamericana 2024 ante Liga de Quito, campeón de la Copa Sudamericana 2023, la Copa Mundial de Clubes de la FIFA 2025. También, obtuvo un boleto directo para la fase de grupos de la Copa Libertadores 2024. 
Con esta consagración, son 5 las finales consecutivas ganadas por equipos brasileños en la competición (desde la edición 2019), lo que marca un récord de ediciones ganadas por equipos de un mismo país en el certamen.

## Formato
La competencia contó con tres fases clasificatorias de eliminación directa, en las que participaron diecinueve equipos, de los cuales cuatro lograron la clasificación para la fase de grupos donde se sumarán a los veintiocho ya clasificados.
Los dos primeros de cada zona de la fase de grupos accedieron a las cuatro fases finales (octavos y cuartos de final, semifinales y final), también de eliminación directa, hasta determinar al campeón. Además, 12 equipos fueron transferidos a la Copa Sudamericana 2023 (los 4 perdedores de la fase 3 pasaron a la fase de grupos de ese torneo, y los terceros de la fase de grupos lo hicieron en los play-off para los octavos de final contra los segundos de la fase de grupos de esa misma competición).
|                             |                             | Equipos que entran en esta fase | Equipos que provienen de la fase anterior                                           |
| --------------------------- | --------------------------- | --- | ----------------------------------------------------------------------------------- |
| Fase 1 (6 equipos)          | Fase 1 (6 equipos)          | - 1 equipo de Bolivia, Ecuador, Paraguay, Perú, Uruguay y Venezuela |                                                                                     |
| Fase 2 (16 equipos)         | Fase 2 (16 equipos)         | - 2 equipos de Brasil, Chile y Colombia. - 1 equipo de Argentina, Bolivia, Ecuador, Paraguay, Perú, Uruguay y Venezuela                                                                                     | - 3 ganadores de la fase 1                                                          |
| Fase 3 (8 equipos)          | Fase 3 (8 equipos)          | | - 8 ganadores de la fase 2                                                          |
| Fase de grupos (32 equipos) | Fase de grupos (32 equipos) | - 5 equipos de Brasil y Argentina - 2 equipos de Chile, Colombia, Bolivia, Ecuador, Paraguay, Perú, Uruguay y Venezuela - El campeón de la Copa Libertadores 2022 - El campeón de la Copa Sudamericana 2022 | - 4 ganadores de la fase 3                                                          |
| Fases finales (16 equipos)  | Fases finales (16 equipos)  | | - 8 equipos primeros de la fase de grupos - 8 equipos segundos de la fase de grupos |

### Distribución
| Asociación                           | Cupos | Fase de grupos | Fase 3 | Fase 2 | Fase 1 |
| ------------------------------------ | ----- | -------------- | ------ | ------ | ------ |
| Brasil                               | 7     | 5              |        | 2      |        |
| Argentina                            | 6     | 5              | 1      |        |        |
| Chile                                | 4     | 2              | 2      |        |        |
| Colombia                             | 4     | 2              | 2      |        |        |
| Bolivia                              | 4     | 2              | 1      | 1      |        |
| Ecuador                              | 4     | 2              | 1      | 1      |        |
| Paraguay                             | 4     | 2              | 1      | 1      |        |
| Perú                                 | 4     | 2              | 1      | 1      |        |
| Uruguay                              | 4     | 2              | 1      | 1      |        |
| Venezuela                            | 4     | 2              | 1      | 1      |        |
| Campeón de la Copa Libertadores 2022 | 1     | 1              |        |        |        |
| Campeón de la Copa Sudamericana 2022 | 1     | 1              |        |        |        |
| Fase anterior                        | –     | 4              | 8      | 3      |        |
| Total                                | 47    | 32             | 8      | 16     | 6      |

### Calendario
El calendario del torneo fue publicado por la Conmebol el 7 de julio de 2022 y luego modificado el 24 de abril de 2023.
| Fase         | Ronda            | Fecha de sorteo         | Ida                    | Vuelta                      |
| ------------ | ---------------- | ----------------------- | ---------------------- | --------------------------- |
| Preliminar   | Fase 1           | 21 de diciembre de 2022 | 7 al 9 de febrero      | 14 al 16 de febrero         |
| Preliminar   | Fase 2           | 21 de diciembre de 2022 | 21 al 23 de febrero    | 28 de febrero al 2 de marzo |
| Preliminar   | Fase 3           | 21 de diciembre de 2022 | 7 al 9 de marzo        | 14 al 16 de marzo           |
| Grupos       | Fecha 1          | 27 de marzo             | 4 al 6 de abril        | 4 al 6 de abril             |
| Grupos       | Fecha 2          | 27 de marzo             | 18 al 20 de abril      | 18 al 20 de abril           |
| Grupos       | Fecha 3          | 27 de marzo             | 2 al 4 de mayo         | 2 al 4 de mayo              |
| Grupos       | Fecha 4          | 27 de marzo             | 23 al 25 de mayo       | 23 al 25 de mayo            |
| Grupos       | Fecha 5          | 27 de marzo             | 6 al 8 de junio        | 6 al 8 de junio             |
| Grupos       | Fecha 6          | 27 de marzo             | 27 al 29 de junio      | 27 al 29 de junio           |
| Eliminatoria | Octavos de final | 5 de julio              | 1 al 3 de agosto       | 8 al 10 de agosto           |
| Eliminatoria | Cuartos de final | 5 de julio              | 22 al 24 de agosto     | 29 al 31 de agosto          |
| Eliminatoria | Semifinales      | 5 de julio              | 26 al 28 de septiembre | 3 al 5 de octubre           |
| Eliminatoria | Final            | 5 de julio              | 4 de noviembre         | 4 de noviembre              |

## Sede de la final
El 8 de marzo de 2023 fue designado el estadio Jornalista Mário Filho de Río de Janeiro como sede de la final. Esta fue la segunda vez que el Maracaná (por como se lo conoce popularmente) acogió una final a partido único, siendo la primera vez en la edición 2020.
| Brasil                       |          |
| Ciudad                       | Estadio  |
| Río de Janeiro               | Maracaná |
|                              |          |
| 78 838 espectadores          |          |
| Final Copa Libertadores 2023 |          |

## Participantes
| País                                                      | Equipo                                                                                                  | Vía de clasificación |
| --------------------------------------------------------- | --- | --- |
| Argentina 6 cupos                                         | Boca Juniors Racing Club Patronato River Plate Argentinos Juniors Huracán                               | Campeón de la Liga Profesional 2022 1.º ubicado en la tabla general de la temporada 2022 Campeón de la Copa Argentina 2022 2.º ubicado en la tabla general de la temporada 2022 3.º ubicado en la tabla general de la temporada 2022 4.º ubicado en la tabla general de la temporada 2022                                                                                                 |
| Bolivia 4 cupos                                           | Bolívar The Strongest Always Ready Nacional Potosí                                                      | Campeón del Torneo Apertura 2022 2.º puesto de la tabla acumulada de la División Profesional de Bolivia 2022 3.er puesto de la tabla acumulada de la División Profesional de Bolivia 2022 4.º puesto de la tabla acumulada de la División Profesional de Bolivia 2022 |
| Brasil 7 cupos + campeón vigente de la Copa Libertadores  | Flamengo Palmeiras Internacional Fluminense Corinthians Athletico Paranaense Atlético Mineiro Fortaleza | Campeón de la Copa Libertadores 2022 Campeón del Campeonato Brasileño Serie A 2022 Subcampeón del Campeonato Brasileño Serie A 2022 3.er puesto del Campeonato Brasileño Serie A 2022 4.º puesto del Campeonato Brasileño Serie A 2022 6.º puesto del Campeonato Brasileño Serie A 2022 7.º puesto del Campeonato Brasileño Serie A 2022 8.º puesto del Campeonato Brasileño Serie A 2022 |
| Chile 4 cupos                                             | Colo-Colo Ñublense Curicó Unido Magallanes                                                              | Campeón de la Primera División de Chile 2022 Subcampeón de la Primera División de Chile 2022 3.er puesto de la Primera División de Chile 2022 Campeón de la Copa Chile 2022 |
| Colombia 4 cupos                                          | Atlético Nacional Deportivo Pereira Independiente Medellín Millonarios                                  | Campeón del Torneo Apertura 2022 Campeón del Torneo Finalización 2022 2.º puesto de la tabla de reclasificación de la Categoría Primera A 2022 Campeón de la Copa Colombia 2022 |
| Ecuador 4 cupos + campeón vigente de la Copa Sudamericana | Independiente del Valle Aucas Barcelona Universidad Católica El Nacional                                | Campeón de la Copa Sudamericana 2022 Campeón de la Serie A de Ecuador 2022 Subcampeón de la Serie A de Ecuador 2022 2.º puesto de la tabla acumulada de la Serie A de Ecuador 2022 3.er puesto de la Copa Ecuador 2022 |
| Paraguay 4 cupos                                          | Olimpia Libertad Cerro Porteño Nacional                                                                 | Campeón del Torneo Clausura 2022 mejor ubicado en la tabla acumulada Campeón del Torneo Apertura 2022 peor ubicado en la tabla acumulada 1.er puesto de la tabla acumulada de la Primera División de Paraguay 2022 4.º puesto de la tabla acumulada de la Primera División de Paraguay 2022                                                                                               |
| Perú 4 cupos                                              | Alianza Lima Melgar Sporting Cristal Sport Huancayo                                                     | Campeón de la Liga1 de Perú 2022 Subcampeón de la Liga1 de Perú 2022 Semifinalista de la Liga1 de Perú 2022 4.º puesto de la tabla acumulada de la Liga1 de Perú 2022 |
| Uruguay 4 cupos                                           | Nacional Liverpool Deportivo Maldonado Boston River                                                     | Campeón del Campeonato Uruguayo de Primera División 2022 Subcampeón del Campeonato Uruguayo de Primera División 2022 3.er puesto de la tabla anual del Campeonato Uruguayo de Primera División 2022 4.º puesto de la tabla anual del Campeonato Uruguayo de Primera División 2022 |
| Venezuela 4 cupos                                         | Metropolitanos Monagas Carabobo Zamora                                                                  | Campeón de la Primera División de Venezuela 2022 Subcampeón de la Primera División de Venezuela 2022 3.er puesto de la Primera División de Venezuela 2022 4.º puesto de la Primera División de Venezuela 2022 |

### Distribución geográfica de los equipos
Distribución geográfica de las sedes de los equipos participantes:

## Sorteo

### Fase preliminar
El sorteo de la Fase preliminar se realizó el 21 de diciembre de 2022, a las 12:00 (UTC–3), en la sede de la Conmebol, ubicada en la ciudad de Luque, Paraguay. Ese mismo día, se sortearon los cruces de la primera fase de la Copa Sudamericana 2023. Los bombos fueron distribuidos de acuerdo con el ranking Conmebol al 16 de diciembre de 2022. No se podían emparejar equipos de un mismo país, excepto si ese equipo venía de las fases anteriores.

#### Fase 1
| Bombo 1                                          | Bombo 2                                                             |
| ------------------------------------------------ | ------------------------------------------------------------------- |
| - Nacional (71) - El Nacional (73) - Zamora (99) | - Sport Huancayo (119) - Nacional Potosí (181) - Boston River (224) |

#### Fase 2
| Bombo 1 | Bombo 2 |
| --- | --- |
| - Atlético Mineiro (11) - Cerro Porteño (15) - Sporting Cristal (35) - Independiente Medellín (54) - Millonarios (57) - Huracán (58) - Always Ready (74) - Fortaleza (78) | - Universidad Católica (90) - Carabobo (183) - Magallanes (215) - Curicó Unido (–) - Deportivo Maldonado (–) - Ganador E1 - Ganador E2 - Ganador E3 |

### Fase de grupos
El sorteo de la fase de grupos se realizó el 27 de marzo de 2023, junto con el sorteo de la fase de grupos de la Copa Sudamericana 2023.
Los bombos fueron distribuidos según el ranking Conmebol al 16 de diciembre de 2022. Dos equipos de un mismo país no podían compartir el mismo grupo, a excepción de que uno de ellos provenga de la fase preliminar.
| Bombo 1 | Bombo 2 | Bombo 3 | Bombo 4 |
| --- | --- | --- | --- |
| - Flamengo (3) - River Plate (1) - Palmeiras (2) - Boca Juniors (4) - Nacional (6) - Athletico Paranaense (7) - Independiente del Valle (12) - Olimpia (14) | - Libertad (16) - Atlético Nacional (17) - Internacional (18) - Barcelona (19) - Racing Club (22) - Corinthians (24) - Colo-Colo (28) - Fluminense (32) | - Bolívar (33) - The Strongest (38) - Melgar (44) - Alianza Lima (52) - Argentinos Juniors (55) - Metropolitanos (97) - Aucas (112) - Monagas (133) | - Liverpool (165) - Deportivo Pereira (205) - Ñublense (230) - Patronato (–) - Atlético Mineiro (11) - Sporting Cristal (35) - Cerro Porteño (15) - Independiente Medellín (54) |

## Fase preliminar

### Cuadros de desarrollo
Nota: En cada cruce, el equipo que ocupa la primera línea es el que definió la serie como local.

#### Llave 1
|  | Fase 2                      | Fase 2                      | Fase 2                      | Fase 2                      | Fase 2                      |   |                  | Fase 3           | Fase 3          | Fase 3          | Fase 3          | Fase 3          |  |
|  | 22 de febrero al 2 de marzo | 22 de febrero al 2 de marzo | 22 de febrero al 2 de marzo | 22 de febrero al 2 de marzo | 22 de febrero al 2 de marzo |   |                  | 8 y 15 de marzo  | 8 y 15 de marzo | 8 y 15 de marzo | 8 y 15 de marzo | 8 y 15 de marzo |  |
|  |                             |                             |                             |                             |                             |   |                  |                  |                 |                 |                 |                 |  |
|  |                             |                             |                             |                             |                             |   |                  |                  |                 |                 |                 |                 |  |
|  | Atlético Mineiro            | Atlético Mineiro            | 0                           | 3                           | 3                           |   |                  |                  |                 |                 |                 |                 |  |
|  | Atlético Mineiro            | Atlético Mineiro            | 0                           | 3                           | 3                           |   |                  |                  |                 |                 |                 |                 |  |
|  | Carabobo                    | Carabobo                    | 0                           | 1                           | 1                           |   |                  |                  |                 |                 |                 |                 |  |
|  | Carabobo                    | Carabobo                    | 0                           | 1                           | 1                           |   | Atlético Mineiro | Atlético Mineiro | 1               | 3               | 4               |                 |  |
|  |                             |                             |                             |                             |                             |   | Atlético Mineiro | Atlético Mineiro | 1               | 3               | 4               |                 |  |
|  |                             |                             | Millonarios                 | Millonarios                 | 1                           | 1 | 2                |                  |                 |                 |                 |                 |  |
|  | Millonarios                 | Millonarios                 | Millonarios                 | Millonarios                 | 1                           | 1 | 2                | 0                | 2               | 2               |                 |                 |  |
|  | Millonarios                 | Millonarios                 |                             |                             |                             |   |                  | 0                | 2               | 2               |                 |                 |  |
|  | Universidad Católica        | Universidad Católica        | 0                           | 1                           | 1                           |   |                  |                  |                 |                 |                 |                 |  |
|  | Universidad Católica        | Universidad Católica        | 0                           | 1                           | 1                           |   |                  |                  |                 |                 |                 |                 |  |
|  |                             |                             |                             |                             |                             |   |                  |                  |                 |                 |                 |                 |  |

#### Llave 2
|  | Fase 1             | Fase 1             | Fase 1             | Fase 1             |   |   | Fase 2                      | Fase 2                      | Fase 2                      | Fase 2                      |  |                  | Fase 3          | Fase 3          | Fase 3          | Fase 3          |  |
|  | 7 al 16 de febrero | 7 al 16 de febrero | 7 al 16 de febrero | 7 al 16 de febrero |   |   | 21 de febrero al 1 de marzo | 21 de febrero al 1 de marzo | 21 de febrero al 1 de marzo | 21 de febrero al 1 de marzo |  |                  | 9 y 16 de marzo | 9 y 16 de marzo | 9 y 16 de marzo | 9 y 16 de marzo |  |
|  |                    |                    |                    |                    |   |   |                             |                             |                             |                             |  |                  |                 |                 |                 |                 |  |
|  |                    |                    |                    |                    |   |   |                             |                             |                             |                             |  |                  |                 |                 |                 |                 |  |
|  |                    |                    |                    |                    |   |   |                             |                             |                             |                             |  |                  |                 |                 |                 |                 |  |
|  |                    |                    |                    |                    |   |   |                             |                             |                             |                             |  |                  |                 |                 |                 |                 |  |
|  |                    |                    |                    |                    |   |   |                             |                             |                             |                             |  |                  |                 |                 |                 |                 |  |
|  |                    | Sporting Cristal   | 0                  | 5                  | 5 |   |                             |                             |                             |                             |  |                  |                 |                 |                 |                 |  |
|  |                    |                    |                    |                    | 5 |   |                             |                             |                             |                             |  |                  |                 |                 |                 |                 |  |
|  |                    |                    | Nacional           | 2                  | 1 | 3 |                             |                             |                             |                             |  |                  |                 |                 |                 |                 |  |
|  | Nacional           | 1                  | Nacional           | 2                  | 1 | 3 | 3                           | 4                           |                             |                             |  |                  |                 |                 |                 |                 |  |
|  | Nacional           | 1                  |                    |                    |   |   |                             |                             |                             |                             |  |                  |                 |                 |                 |                 |  |
|  | Sport Huancayo     | 2                  | 1                  | 3                  |   |   |                             |                             |                             |                             |  |                  |                 |                 |                 |                 |  |
|  | Sport Huancayo     | 2                  | 1                  | 3                  |   |   |                             |                             |                             |                             |  | Sporting Cristal | 0               | 1               | 1               |                 |  |
|  |                    |                    |                    |                    |   |   |                             |                             |                             |                             |  | Sporting Cristal | 0               | 1               | 1               |                 |  |
|  |                    |                    | Huracán            | 0                  | 0 | 0 |                             |                             |                             |                             |  |                  |                 |                 |                 |                 |  |
|  |                    |                    | Huracán            | 0                  | 0 | 0 |                             |                             |                             |                             |  |                  |                 |                 |                 |                 |  |
|  |                    |                    |                    |                    |   |   |                             |                             |                             |                             |  |                  |                 |                 |                 |                 |  |
|  |                    |                    |                    |                    |   |   |                             |                             |                             |                             |  |                  |                 |                 |                 |                 |  |
|  |                    | Huracán            | 0                  | 1                  | 1 |   |                             |                             |                             |                             |  |                  |                 |                 |                 |                 |  |
|  |                    |                    |                    |                    | 1 |   |                             |                             |                             |                             |  |                  |                 |                 |                 |                 |  |
|  |                    |                    | Boston River       | 0                  | 0 | 0 |                             |                             |                             |                             |  |                  |                 |                 |                 |                 |  |
|  | Zamora             | 1                  | Boston River       | 0                  | 0 | 0 | 0                           | 1                           |                             |                             |  |                  |                 |                 |                 |                 |  |
|  | Zamora             | 1                  |                    |                    |   |   |                             |                             |                             |                             |  |                  |                 |                 |                 |                 |  |
|  | Boston River       | 3                  | 1                  | 4                  |   |   |                             |                             |                             |                             |  |                  |                 |                 |                 |                 |  |
|  | Boston River       | 3                  | 1                  | 4                  |   |   |                             |                             |                             |                             |  |                  |                 |                 |                 |                 |  |
|  |                    |                    |                    |                    |   |   |                             |                             |                             |                             |  |                  |                 |                 |                 |                 |  |

#### Llave 3
|  | Fase 2                      | Fase 2                      | Fase 2                      | Fase 2                      | Fase 2                      |   |               | Fase 3          | Fase 3          | Fase 3          | Fase 3          | Fase 3          |  |
|  | 21 de febrero al 2 de marzo | 21 de febrero al 2 de marzo | 21 de febrero al 2 de marzo | 21 de febrero al 2 de marzo | 21 de febrero al 2 de marzo |   |               | 9 y 16 de marzo | 9 y 16 de marzo | 9 y 16 de marzo | 9 y 16 de marzo | 9 y 16 de marzo |  |
|  |                             |                             |                             |                             |                             |   |               |                 |                 |                 |                 |                 |  |
|  |                             |                             |                             |                             |                             |   |               |                 |                 |                 |                 |                 |  |
|  | Cerro Porteño               | Cerro Porteño               | 1                           | 1                           | 2                           |   |               |                 |                 |                 |                 |                 |  |
|  | Cerro Porteño               | Cerro Porteño               | 1                           | 1                           | 2                           |   |               |                 |                 |                 |                 |                 |  |
|  | Curicó Unido                | Curicó Unido                | 0                           | 0                           | 0                           |   |               |                 |                 |                 |                 |                 |  |
|  | Curicó Unido                | Curicó Unido                | 0                           | 0                           | 0                           |   | Cerro Porteño | Cerro Porteño   | 1               | 2               | 3               |                 |  |
|  |                             |                             |                             |                             |                             |   | Cerro Porteño | Cerro Porteño   | 1               | 2               | 3               |                 |  |
|  |                             |                             | Fortaleza                   | Fortaleza                   | 0                           | 1 | 1             |                 |                 |                 |                 |                 |  |
|  | Fortaleza                   | Fortaleza                   | Fortaleza                   | Fortaleza                   | 0                           | 1 | 1             | 0               | 4               | 4               |                 |                 |  |
|  | Fortaleza                   | Fortaleza                   |                             |                             |                             |   |               | 0               | 4               | 4               |                 |                 |  |
|  | Deportivo Maldonado         | Deportivo Maldonado         | 0                           | 0                           | 0                           |   |               |                 |                 |                 |                 |                 |  |
|  | Deportivo Maldonado         | Deportivo Maldonado         | 0                           | 0                           | 0                           |   |               |                 |                 |                 |                 |                 |  |
|  |                             |                             |                             |                             |                             |   |               |                 |                 |                 |                 |                 |  |

#### Llave 4
|  | Fase 1            | Fase 1                 | Fase 1                 | Fase 1            | Fase 1            |   |   | Fase 2                      | Fase 2                      | Fase 2                      | Fase 2                      | Fase 2                      |  |                        | Fase 3                 | Fase 3          | Fase 3          | Fase 3          | Fase 3          |  |
|  | 8 y 15 de febrero | 8 y 15 de febrero      | 8 y 15 de febrero      | 8 y 15 de febrero | 8 y 15 de febrero |   |   | 22 de febrero al 2 de marzo | 22 de febrero al 2 de marzo | 22 de febrero al 2 de marzo | 22 de febrero al 2 de marzo | 22 de febrero al 2 de marzo |  |                        | 8 y 15 de marzo        | 8 y 15 de marzo | 8 y 15 de marzo | 8 y 15 de marzo | 8 y 15 de marzo |  |
|  |                   |                        |                        |                   |                   |   |   |                             |                             |                             |                             |                             |  |                        |                        |                 |                 |                 |                 |  |
|  |                   |                        |                        |                   |                   |   |   |                             |                             |                             |                             |                             |  |                        |                        |                 |                 |                 |                 |  |
|  |                   |                        |                        |                   |                   |   |   |                             |                             |                             |                             |                             |  |                        |                        |                 |                 |                 |                 |  |
|  |                   |                        |                        |                   |                   |   |   |                             |                             |                             |                             |                             |  |                        |                        |                 |                 |                 |                 |  |
|  |                   |                        |                        |                   |                   |   |   |                             |                             |                             |                             |                             |  |                        |                        |                 |                 |                 |                 |  |
|  |                   | Independiente Medellín | Independiente Medellín | 2                 | 2                 | 4 |   |                             |                             |                             |                             |                             |  |                        |                        |                 |                 |                 |                 |  |
|  |                   |                        |                        |                   |                   | 4 |   |                             |                             |                             |                             |                             |  |                        |                        |                 |                 |                 |                 |  |
|  |                   |                        | El Nacional            | El Nacional       | 2                 | 1 | 3 |                             |                             |                             |                             |                             |  |                        |                        |                 |                 |                 |                 |  |
|  | El Nacional       | El Nacional            | El Nacional            | El Nacional       | 2                 | 1 | 3 | 6                           | 3                           | 9                           |                             |                             |  |                        |                        |                 |                 |                 |                 |  |
|  | El Nacional       | El Nacional            |                        |                   |                   |   |   |                             |                             | 9                           |                             |                             |  |                        |                        |                 |                 |                 |                 |  |
|  | Nacional Potosí   | Nacional Potosí        | 1                      | 1                 | 2                 |   |   |                             |                             |                             |                             |                             |  |                        |                        |                 |                 |                 |                 |  |
|  | Nacional Potosí   | Nacional Potosí        | 1                      | 1                 | 2                 |   |   |                             |                             |                             |                             |                             |  | Independiente Medellín | Independiente Medellín | 1               | 2               | 3               |                 |  |
|  |                   |                        |                        |                   |                   |   |   |                             |                             |                             |                             |                             |  | Independiente Medellín | Independiente Medellín | 1               | 2               | 3               |                 |  |
|  |                   |                        | Magallanes             | Magallanes        | 1                 | 0 | 1 |                             |                             |                             |                             |                             |  |                        |                        |                 |                 |                 |                 |  |
|  |                   |                        | Magallanes             | Magallanes        | 1                 | 0 | 1 |                             |                             |                             |                             |                             |  |                        |                        |                 |                 |                 |                 |  |
|  |                   |                        |                        |                   |                   |   |   |                             |                             |                             |                             |                             |  |                        |                        |                 |                 |                 |                 |  |
|  |                   |                        |                        |                   |                   |   |   |                             |                             |                             |                             |                             |  |                        |                        |                 |                 |                 |                 |  |
|  |                   | Always Ready           | Always Ready           | 0                 | 1                 | 1 |   |                             |                             |                             |                             |                             |  |                        |                        |                 |                 |                 |                 |  |
|  |                   |                        |                        |                   |                   | 1 |   |                             |                             |                             |                             |                             |  |                        |                        |                 |                 |                 |                 |  |
|  |                   |                        | Magallanes             | Magallanes        | 3                 | 3 | 6 |                             |                             |                             |                             |                             |  |                        |                        |                 |                 |                 |                 |  |
|  |                   |                        | Magallanes             | Magallanes        | 3                 | 3 | 6 |                             |                             |                             |                             |                             |  |                        |                        |                 |                 |                 |                 |  |
|  |                   |                        |                        |                   |                   |   |   |                             |                             |                             |                             |                             |  |                        |                        |                 |                 |                 |                 |  |
|  |                   |                        |                        |                   |                   |   |   |                             |                             |                             |                             |                             |  |                        |                        |                 |                 |                 |                 |  |
|  |                   |                        |                        |                   |                   |   |   |                             |                             |                             |                             |                             |  |                        |                        |                 |                 |                 |                 |  |
|  |                   |                        |                        |                   |                   |   |   |                             |                             |                             |                             |                             |  |                        |                        |                 |                 |                 |                 |  |

### Fase 1
| Fechas            | Local en la ida | Global | Local en la vuelta | Ida | Vuelta | Llave |
| ----------------- | --------------- | ------ | ------------------ | --- | ------ | ----- |
| 7 y 14 de febrero | Sport Huancayo  | 3:4    | Nacional           | 2:1 | 1:3    | E1    |
| 8 y 15 de febrero | Nacional Potosí | 2:9    | El Nacional        | 1:6 | 1:3    | E2    |
| 9 y 16 de febrero | Boston River    | 4:1    | Zamora             | 3:1 | 1:0    | E3    |

### Fase 2
| Fechas                     | Local en la ida      | Global | Local en la vuelta     | Ida | Vuelta | Llave |
| -------------------------- | -------------------- | ------ | ---------------------- | --- | ------ | ----- |
| 22 de febrero y 1 de marzo | Carabobo             | 1:3    | Atlético Mineiro       | 0:0 | 1:3    | C1    |
| 21 y 28 de febrero         | Nacional             | 3:5    | Sporting Cristal       | 2:0 | 1:5    | C2    |
| 23 de febrero y 2 de marzo | Deportivo Maldonado  | 0:4    | Fortaleza              | 0:0 | 0:4    | C3    |
| 22 de febrero y 1 de marzo | El Nacional          | 3:4    | Independiente Medellín | 2:2 | 1:2    | C4    |
| 23 de febrero y 2 de marzo | Magallanes           | 6:1    | Always Ready           | 3:0 | 3:1    | C5    |
| 21 y 28 de febrero         | Curicó Unido         | 0:2    | Cerro Porteño          | 0:1 | 0:1    | C6    |
| 22 de febrero y 1 de marzo | Boston River         | 0:1    | Huracán                | 0:0 | 0:1    | C7    |
| 23 de febrero y 2 de marzo | Universidad Católica | 1:2    | Millonarios            | 0:0 | 1:2    | C8    |

### Fase 3
| Fechas          | Local en la ida | Global | Local en la vuelta     | Ida | Vuelta | Llave |
| --------------- | --------------- | ------ | ---------------------- | --- | ------ | ----- |
| 8 y 15 de marzo | Millonarios     | 2:4    | Atlético Mineiro       | 1:1 | 1:3    | G1    |
| 9 y 16 de marzo | Huracán         | 0:1    | Sporting Cristal       | 0:0 | 0:1    | G2    |
| 9 y 16 de marzo | Fortaleza       | 1:3    | Cerro Porteño          | 0:1 | 1:2    | G3    |
| 8 y 15 de marzo | Magallanes      | 1:3    | Independiente Medellín | 1:1 | 0:2    | G4    |

- La localía se determinó mediante el ranking Conmebol al 16 de diciembre de 2022, siendo local en la vuelta el mejor ubicado.
- Nota: Los cuatro perdedores de esta fase fueron transferidos a la fase de grupos de la Copa Sudamericana 2023.

## Fase de grupos
Los participantes se distribuyeron en ocho grupos de cuatro equipos cada uno. Los dos primeros de cada uno de ellos pasaron a los octavos de final y los terceros fueron transferidos al play-off de octavos de la Copa Sudamericana 2023.
Criterios de desempate:
1. Puntos obtenidos (3 puntos para el equipo vencedor, 1 punto para cada equipo en caso empate, 0 puntos para el equipo perdedor).
2. Diferencia de goles.
3. Mayor cantidad de goles marcados.
4. Mayor cantidad de goles marcados como visitante.
5. Ubicación en el ranking Conmebol del 16 de diciembre de 2022.

|  | Equipos clasificados para los octavos de final.                           |
|  | Equipos transferidos al play-off de octavos de la Copa Sudamericana 2023. |

### Grupo A
| Equipo      | Pts. | PJ | PG | PE | PP | GF | GC | DG |
| ----------- | ---- | -- | -- | -- | -- | -- | -- | -- |
| Racing Club | 13   | 6  | 4  | 1  | 1  | 13 | 6  | 7  |
| Flamengo    | 11   | 6  | 3  | 2  | 1  | 11 | 5  | 6  |
| Ñublense    | 5    | 6  | 1  | 2  | 3  | 3  | 10 | –7 |
| Aucas       | 4    | 6  | 1  | 1  | 4  | 6  | 12 | –6 |

| \| Fecha \| Lugar \| Local \| Resultado \| Visitante \| \| ----------- \| -------------- \| ----------- \| --------- \| ----------- \| \| 4 de abril \| Quito \| Aucas \| 2:1 \| Flamengo \| \| 5 de abril \| Concepción \| Ñublense \| 0:2 \| Racing Club \| \| 19 de abril \| Río de Janeiro \| Flamengo \| 2:0 \| Ñublense \| \| 20 de abril \| Avellaneda \| Racing Club \| 3:2 \| Aucas \| \| 2 de mayo \| Concepción \| Ñublense \| 2:1 \| Aucas \| \| 4 de mayo \| Avellaneda \| Racing Club \| 1:1 \| Flamengo \| \| 23 de mayo \| Quito \| Aucas \| 1:2 \| Racing Club \| \| 24 de mayo \| Concepción \| Ñublense \| 1:1 \| Flamengo \| \| 7 de junio \| Quito \| Aucas \| 0:0 \| Ñublense \| \| 8 de junio \| Río de Janeiro \| Flamengo \| 2:1 \| Racing Club \| \| 28 de junio \| Avellaneda \| Racing Club \| 4:0 \| Ñublense \| \| 28 de junio \| Río de Janeiro \| Flamengo \| 4:0 \| Aucas \| |                |             |           |             |
| Fecha | Lugar          | Local       | Resultado | Visitante   |
| 4 de abril | Quito          | Aucas       | 2:1       | Flamengo    |
| 5 de abril | Concepción     | Ñublense    | 0:2       | Racing Club |
| 19 de abril | Río de Janeiro | Flamengo    | 2:0       | Ñublense    |
| 20 de abril | Avellaneda     | Racing Club | 3:2       | Aucas       |
| 2 de mayo | Concepción     | Ñublense    | 2:1       | Aucas       |
| 4 de mayo | Avellaneda     | Racing Club | 1:1       | Flamengo    |
| 23 de mayo | Quito          | Aucas       | 1:2       | Racing Club |
| 24 de mayo | Concepción     | Ñublense    | 1:1       | Flamengo    |
| 7 de junio | Quito          | Aucas       | 0:0       | Ñublense    |
| 8 de junio | Río de Janeiro | Flamengo    | 2:1       | Racing Club |
| 28 de junio | Avellaneda     | Racing Club | 4:0       | Ñublense    |
| 28 de junio | Río de Janeiro | Flamengo    | 4:0       | Aucas       |

### Grupo B
| Equipo                 | Pts. | PJ | PG | PE | PP | GF | GC | DG |
| ---------------------- | ---- | -- | -- | -- | -- | -- | -- | -- |
| Internacional          | 12   | 6  | 3  | 3  | 0  | 10 | 6  | 4  |
| Nacional               | 11   | 6  | 3  | 2  | 1  | 9  | 7  | 2  |
| Independiente Medellín | 10   | 6  | 3  | 1  | 2  | 10 | 9  | 1  |
| Metropolitanos         | 0    | 6  | 0  | 0  | 6  | 4  | 11 | –7 |

| \| Fecha \| Lugar \| Local \| Resultado \| Visitante \| \| ----------- \| ------------ \| ---------------------- \| --------- \| ---------------------- \| \| 4 de abril \| Medellín \| Independiente Medellín \| 1:1 \| Internacional \| \| 4 de abril \| Caracas \| Metropolitanos \| 1:2 \| Nacional \| \| 18 de abril \| Porto Alegre \| Internacional \| 1:0 \| Metropolitanos \| \| 19 de abril \| Montevideo \| Nacional \| 2:1 \| Independiente Medellín \| \| 3 de mayo \| Porto Alegre \| Internacional \| 2:2 \| Nacional \| \| 3 de mayo \| Medellín \| Independiente Medellín \| 4:2 \| Metropolitanos \| \| 23 de mayo \| Medellín \| Independiente Medellín \| 2:1 \| Nacional \| \| 25 de mayo \| Caracas \| Metropolitanos \| 1:2 \| Internacional \| \| 7 de junio \| Montevideo \| Nacional \| 1:1 \| Internacional \| \| 8 de junio \| Caracas \| Metropolitanos \| 0:1 \| Independiente Medellín \| \| 28 de junio \| Montevideo \| Nacional \| 1:0 \| Metropolitanos \| \| 28 de junio \| Porto Alegre \| Internacional \| 3:1 \| Independiente Medellín \| |              |                        |           |                        |
| Fecha | Lugar        | Local                  | Resultado | Visitante              |
| 4 de abril | Medellín     | Independiente Medellín | 1:1       | Internacional          |
| 4 de abril | Caracas      | Metropolitanos         | 1:2       | Nacional               |
| 18 de abril | Porto Alegre | Internacional          | 1:0       | Metropolitanos         |
| 19 de abril | Montevideo   | Nacional               | 2:1       | Independiente Medellín |
| 3 de mayo | Porto Alegre | Internacional          | 2:2       | Nacional               |
| 3 de mayo | Medellín     | Independiente Medellín | 4:2       | Metropolitanos         |
| 23 de mayo | Medellín     | Independiente Medellín | 2:1       | Nacional               |
| 25 de mayo | Caracas      | Metropolitanos         | 1:2       | Internacional          |
| 7 de junio | Montevideo   | Nacional               | 1:1       | Internacional          |
| 8 de junio | Caracas      | Metropolitanos         | 0:1       | Independiente Medellín |
| 28 de junio | Montevideo   | Nacional               | 1:0       | Metropolitanos         |
| 28 de junio | Porto Alegre | Internacional          | 3:1       | Independiente Medellín |

### Grupo C
| Equipo        | Pts. | PJ | PG | PE | PP | GF | GC | DG |
| ------------- | ---- | -- | -- | -- | -- | -- | -- | -- |
| Palmeiras     | 15   | 6  | 5  | 0  | 1  | 16 | 6  | 10 |
| Bolívar       | 12   | 6  | 4  | 0  | 2  | 11 | 7  | 4  |
| Barcelona     | 4    | 6  | 1  | 1  | 4  | 7  | 12 | –5 |
| Cerro Porteño | 4    | 6  | 1  | 1  | 4  | 5  | 14 | –9 |

| \| Fecha \| Lugar \| Local \| Resultado \| Visitante \| \| ----------- \| --------- \| ------------- \| --------- \| ------------- \| \| 5 de abril \| Asunción \| Cerro Porteño \| 2:1 \| Barcelona \| \| 5 de abril \| La Paz \| Bolívar \| 3:1 \| Palmeiras \| \| 19 de abril \| Guayaquil \| Barcelona \| 2:1 \| Bolívar \| \| 20 de abril \| São Paulo \| Palmeiras \| 2:1 \| Cerro Porteño \| \| 3 de mayo \| Asunción \| Cerro Porteño \| 0:4 \| Bolívar \| \| 3 de mayo \| Guayaquil \| Barcelona \| 0:2 \| Palmeiras \| \| 23 de mayo \| La Paz \| Bolívar \| 1:0 \| Barcelona \| \| 24 de mayo \| Asunción \| Cerro Porteño \| 0:3 \| Palmeiras \| \| 6 de junio \| La Paz \| Bolívar \| 2:0 \| Cerro Porteño \| \| 7 de junio \| São Paulo \| Palmeiras \| 4:2 \| Barcelona \| \| 29 de junio \| São Paulo \| Palmeiras \| 4:0 \| Bolívar \| \| 29 de junio \| Guayaquil \| Barcelona \| 2:2 \| Cerro Porteño \| |           |               |           |               |
| Fecha | Lugar     | Local         | Resultado | Visitante     |
| 5 de abril | Asunción  | Cerro Porteño | 2:1       | Barcelona     |
| 5 de abril | La Paz    | Bolívar       | 3:1       | Palmeiras     |
| 19 de abril | Guayaquil | Barcelona     | 2:1       | Bolívar       |
| 20 de abril | São Paulo | Palmeiras     | 2:1       | Cerro Porteño |
| 3 de mayo | Asunción  | Cerro Porteño | 0:4       | Bolívar       |
| 3 de mayo | Guayaquil | Barcelona     | 0:2       | Palmeiras     |
| 23 de mayo | La Paz    | Bolívar       | 1:0       | Barcelona     |
| 24 de mayo | Asunción  | Cerro Porteño | 0:3       | Palmeiras     |
| 6 de junio | La Paz    | Bolívar       | 2:0       | Cerro Porteño |
| 7 de junio | São Paulo | Palmeiras     | 4:2       | Barcelona     |
| 29 de junio | São Paulo | Palmeiras     | 4:0       | Bolívar       |
| 29 de junio | Guayaquil | Barcelona     | 2:2       | Cerro Porteño |

### Grupo D
| Equipo           | Pts. | PJ | PG | PE | PP | GF | GC | DG |
| ---------------- | ---- | -- | -- | -- | -- | -- | -- | -- |
| Fluminense       | 10   | 6  | 3  | 1  | 2  | 10 | 6  | 4  |
| River Plate      | 10   | 6  | 3  | 1  | 2  | 11 | 11 | 0  |
| Sporting Cristal | 8    | 6  | 2  | 2  | 2  | 8  | 10 | –2 |
| The Strongest    | 6    | 6  | 2  | 0  | 4  | 5  | 7  | –2 |

| \| Fecha \| Lugar \| Local \| Resultado \| Visitante \| \| ----------- \| -------------- \| ---------------- \| --------- \| ---------------- \| \| 4 de abril \| La Paz \| The Strongest \| 3:1 \| River Plate \| \| 5 de abril \| Lima \| Sporting Cristal \| 1:3 \| Fluminense \| \| 18 de abril \| Río de Janeiro \| Fluminense \| 1:0 \| The Strongest \| \| 19 de abril \| Buenos Aires \| River Plate \| 4:2 \| Sporting Cristal \| \| 2 de mayo \| Río de Janeiro \| Fluminense \| 5:1 \| River Plate \| \| 2 de mayo \| Lima \| Sporting Cristal \| 1:0 \| The Strongest \| \| 25 de mayo \| La Paz \| The Strongest \| 1:0 \| Fluminense \| \| 25 de mayo \| Lima \| Sporting Cristal \| 1:1 \| River Plate \| \| 7 de junio \| Buenos Aires \| River Plate \| 2:0 \| Fluminense \| \| 7 de junio \| La Paz \| The Strongest \| 1:2 \| Sporting Cristal \| \| 27 de junio \| Río de Janeiro \| Fluminense \| 1:1 \| Sporting Cristal \| \| 27 de junio \| Buenos Aires \| River Plate \| 2:0 \| The Strongest \| |                |                  |           |                  |
| Fecha | Lugar          | Local            | Resultado | Visitante        |
| 4 de abril | La Paz         | The Strongest    | 3:1       | River Plate      |
| 5 de abril | Lima           | Sporting Cristal | 1:3       | Fluminense       |
| 18 de abril | Río de Janeiro | Fluminense       | 1:0       | The Strongest    |
| 19 de abril | Buenos Aires   | River Plate      | 4:2       | Sporting Cristal |
| 2 de mayo | Río de Janeiro | Fluminense       | 5:1       | River Plate      |
| 2 de mayo | Lima           | Sporting Cristal | 1:0       | The Strongest    |
| 25 de mayo | La Paz         | The Strongest    | 1:0       | Fluminense       |
| 25 de mayo | Lima           | Sporting Cristal | 1:1       | River Plate      |
| 7 de junio | Buenos Aires   | River Plate      | 2:0       | Fluminense       |
| 7 de junio | La Paz         | The Strongest    | 1:2       | Sporting Cristal |
| 27 de junio | Río de Janeiro | Fluminense       | 1:1       | Sporting Cristal |
| 27 de junio | Buenos Aires   | River Plate      | 2:0       | The Strongest    |

### Grupo E
| Equipo                  | Pts. | PJ | PG | PE | PP | GF | GC | DG |
| ----------------------- | ---- | -- | -- | -- | -- | -- | -- | -- |
| Independiente del Valle | 12   | 6  | 4  | 0  | 2  | 10 | 5  | 5  |
| Argentinos Juniors      | 11   | 6  | 3  | 2  | 1  | 8  | 6  | 2  |
| Corinthians             | 7    | 6  | 2  | 1  | 3  | 7  | 6  | 1  |
| Liverpool               | 4    | 6  | 1  | 1  | 4  | 4  | 12 | –8 |

| \| Fecha \| Lugar \| Local \| Resultado \| Visitante \| \| ----------- \| ------------ \| ----------------------- \| --------- \| ----------------------- \| \| 4 de abril \| Buenos Aires \| Argentinos Juniors \| 1:0 \| Independiente del Valle \| \| 6 de abril \| Montevideo \| Liverpool \| 0:3 \| Corinthians \| \| 18 de abril \| Quito \| Independiente del Valle \| 2:0 \| Liverpool \| \| 19 de abril \| São Paulo \| Corinthians \| 0:1 \| Argentinos Juniors \| \| 2 de mayo \| Montevideo \| Liverpool \| 2:2 \| Argentinos Juniors \| \| 2 de mayo \| São Paulo \| Corinthians \| 1:2 \| Independiente del Valle \| \| 24 de mayo \| Montevideo \| Liverpool \| 1:0 \| Independiente del Valle \| \| 24 de mayo \| Buenos Aires \| Argentinos Juniors \| 0:0 \| Corinthians \| \| 7 de junio \| Buenos Aires \| Argentinos Juniors \| 2:1 \| Liverpool \| \| 7 de junio \| Quito \| Independiente del Valle \| 3:0 \| Corinthians \| \| 28 de junio \| Quito \| Independiente del Valle \| 3:2 \| Argentinos Juniors \| \| 28 de junio \| São Paulo \| Corinthians \| 3:0 \| Liverpool \| |              |                         |           |                         |
| Fecha | Lugar        | Local                   | Resultado | Visitante               |
| 4 de abril | Buenos Aires | Argentinos Juniors      | 1:0       | Independiente del Valle |
| 6 de abril | Montevideo   | Liverpool               | 0:3       | Corinthians             |
| 18 de abril | Quito        | Independiente del Valle | 2:0       | Liverpool               |
| 19 de abril | São Paulo    | Corinthians             | 0:1       | Argentinos Juniors      |
| 2 de mayo | Montevideo   | Liverpool               | 2:2       | Argentinos Juniors      |
| 2 de mayo | São Paulo    | Corinthians             | 1:2       | Independiente del Valle |
| 24 de mayo | Montevideo   | Liverpool               | 1:0       | Independiente del Valle |
| 24 de mayo | Buenos Aires | Argentinos Juniors      | 0:0       | Corinthians             |
| 7 de junio | Buenos Aires | Argentinos Juniors      | 2:1       | Liverpool               |
| 7 de junio | Quito        | Independiente del Valle | 3:0       | Corinthians             |
| 28 de junio | Quito        | Independiente del Valle | 3:2       | Argentinos Juniors      |
| 28 de junio | São Paulo    | Corinthians             | 3:0       | Liverpool               |

### Grupo F
| Equipo            | Pts. | PJ | PG | PE | PP | GF | GC | DG |
| ----------------- | ---- | -- | -- | -- | -- | -- | -- | -- |
| Boca Juniors      | 13   | 6  | 4  | 1  | 1  | 9  | 2  | 7  |
| Deportivo Pereira | 8    | 6  | 2  | 2  | 2  | 5  | 5  | 0  |
| Colo-Colo         | 6    | 6  | 1  | 3  | 2  | 3  | 5  | –2 |
| Monagas           | 5    | 6  | 1  | 2  | 3  | 3  | 8  | –5 |

| \| Fecha \| Lugar \| Local \| Resultado \| Visitante \| \| ----------- \| ------------ \| ----------------- \| --------- \| ----------------- \| \| 5 de abril \| Pereira \| Deportivo Pereira \| 1:1 \| Colo-Colo \| \| 6 de abril \| Maturín \| Monagas \| 0:0 \| Boca Juniors \| \| 18 de abril \| Buenos Aires \| Boca Juniors \| 2:1 \| Deportivo Pereira \| \| 19 de abril \| Santiago \| Colo-Colo \| 1:0 \| Monagas \| \| 3 de mayo \| Santiago \| Colo-Colo \| 0:2 \| Boca Juniors \| \| 4 de mayo \| Pereira \| Deportivo Pereira \| 2:1 \| Monagas \| \| 23 de mayo \| Maturín \| Monagas \| 1:1 \| Colo-Colo \| \| 24 de mayo \| Pereira \| Deportivo Pereira \| 1:0 \| Boca Juniors \| \| 6 de junio \| Maturín \| Monagas \| 1:0 \| Deportivo Pereira \| \| 6 de junio \| Buenos Aires \| Boca Juniors \| 1:0 \| Colo-Colo \| \| 29 de junio \| Buenos Aires \| Boca Juniors \| 4:0 \| Monagas \| \| 29 de junio \| Santiago \| Colo-Colo \| 0:0 \| Deportivo Pereira \| |              |                   |           |                   |
| Fecha | Lugar        | Local             | Resultado | Visitante         |
| 5 de abril | Pereira      | Deportivo Pereira | 1:1       | Colo-Colo         |
| 6 de abril | Maturín      | Monagas           | 0:0       | Boca Juniors      |
| 18 de abril | Buenos Aires | Boca Juniors      | 2:1       | Deportivo Pereira |
| 19 de abril | Santiago     | Colo-Colo         | 1:0       | Monagas           |
| 3 de mayo | Santiago     | Colo-Colo         | 0:2       | Boca Juniors      |
| 4 de mayo | Pereira      | Deportivo Pereira | 2:1       | Monagas           |
| 23 de mayo | Maturín      | Monagas           | 1:1       | Colo-Colo         |
| 24 de mayo | Pereira      | Deportivo Pereira | 1:0       | Boca Juniors      |
| 6 de junio | Maturín      | Monagas           | 1:0       | Deportivo Pereira |
| 6 de junio | Buenos Aires | Boca Juniors      | 1:0       | Colo-Colo         |
| 29 de junio | Buenos Aires | Boca Juniors      | 4:0       | Monagas           |
| 29 de junio | Santiago     | Colo-Colo         | 0:0       | Deportivo Pereira |

### Grupo G
| Equipo               | Pts. | PJ | PG | PE | PP | GF | GC | DG |
| -------------------- | ---- | -- | -- | -- | -- | -- | -- | -- |
| Athletico Paranaense | 13   | 6  | 4  | 1  | 1  | 9  | 4  | 5  |
| Atlético Mineiro     | 10   | 6  | 3  | 1  | 2  | 7  | 5  | 2  |
| Libertad             | 7    | 6  | 2  | 1  | 3  | 6  | 7  | –1 |
| Alianza Lima         | 4    | 6  | 1  | 1  | 4  | 3  | 9  | –6 |

| \| Fecha \| Lugar \| Local \| Resultado \| Visitante \| \| ----------- \| -------------- \| -------------------- \| --------- \| -------------------- \| \| 4 de abril \| Lima \| Alianza Lima \| 0:0 \| Athletico Paranaense \| \| 6 de abril \| Belo Horizonte \| Atlético Mineiro \| 0:1 \| Libertad \| \| 18 de abril \| Curitiba \| Athletico Paranaense \| 2:1 \| Atlético Mineiro \| \| 20 de abril \| Asunción \| Libertad \| 1:2 \| Alianza Lima \| \| 3 de mayo \| Belo Horizonte \| Atlético Mineiro \| 2:0 \| Alianza Lima \| \| 4 de mayo \| Asunción \| Libertad \| 1:2 \| Athletico Paranaense \| \| 23 de mayo \| Belo Horizonte \| Atlético Mineiro \| 2:1 \| Athletico Paranaense \| \| 23 de mayo \| Lima \| Alianza Lima \| 1:2 \| Libertad \| \| 6 de junio \| Curitiba \| Athletico Paranaense \| 1:0 \| Libertad \| \| 6 de junio \| Lima \| Alianza Lima \| 0:1 \| Atlético Mineiro \| \| 27 de junio \| Curitiba \| Athletico Paranaense \| 3:0 \| Alianza Lima \| \| 27 de junio \| Asunción \| Libertad \| 1:1 \| Atlético Mineiro \| |                |                      |           |                      |
| Fecha | Lugar          | Local                | Resultado | Visitante            |
| 4 de abril | Lima           | Alianza Lima         | 0:0       | Athletico Paranaense |
| 6 de abril | Belo Horizonte | Atlético Mineiro     | 0:1       | Libertad             |
| 18 de abril | Curitiba       | Athletico Paranaense | 2:1       | Atlético Mineiro     |
| 20 de abril | Asunción       | Libertad             | 1:2       | Alianza Lima         |
| 3 de mayo | Belo Horizonte | Atlético Mineiro     | 2:0       | Alianza Lima         |
| 4 de mayo | Asunción       | Libertad             | 1:2       | Athletico Paranaense |
| 23 de mayo | Belo Horizonte | Atlético Mineiro     | 2:1       | Athletico Paranaense |
| 23 de mayo | Lima           | Alianza Lima         | 1:2       | Libertad             |
| 6 de junio | Curitiba       | Athletico Paranaense | 1:0       | Libertad             |
| 6 de junio | Lima           | Alianza Lima         | 0:1       | Atlético Mineiro     |
| 27 de junio | Curitiba       | Athletico Paranaense | 3:0       | Alianza Lima         |
| 27 de junio | Asunción       | Libertad             | 1:1       | Atlético Mineiro     |

### Grupo H
| Equipo            | Pts. | PJ | PG | PE | PP | GF | GC | DG |
| ----------------- | ---- | -- | -- | -- | -- | -- | -- | -- |
| Olimpia           | 14   | 6  | 4  | 2  | 0  | 13 | 4  | 9  |
| Atlético Nacional | 10   | 6  | 3  | 1  | 2  | 8  | 8  | 0  |
| Patronato         | 6    | 6  | 2  | 0  | 4  | 6  | 11 | –5 |
| Melgar            | 4    | 6  | 1  | 1  | 4  | 9  | 13 | –4 |

| \| Fecha \| Lugar \| Local \| Resultado \| Visitante \| \| ----------- \| ------------ \| ----------------- \| --------- \| ----------------- \| \| 5 de abril \| Santa Fe \| Patronato \| 1:2 \| Atlético Nacional \| \| 6 de abril \| Arequipa \| Melgar \| 1:1 \| Olimpia \| \| 18 de abril \| Asunción \| Olimpia \| 1:0 \| Patronato \| \| 20 de abril \| Barranquilla \| Atlético Nacional \| 3:1 \| Melgar \| \| 2 de mayo \| Medellín \| Atlético Nacional \| 2:2 \| Olimpia \| \| 4 de mayo \| Paraná \| Patronato \| 4:1 \| Melgar \| \| 24 de mayo \| Arequipa \| Melgar \| 0:1 \| Atlético Nacional \| \| 25 de mayo \| Santa Fe \| Patronato \| 0:2 \| Olimpia \| \| 6 de junio \| Arequipa \| Melgar \| 5:0 \| Patronato \| \| 8 de junio \| Asunción \| Olimpia \| 3:0 \| Atlético Nacional \| \| 27 de junio \| Medellín \| Atlético Nacional \| 0:1 \| Patronato \| \| 27 de junio \| Asunción \| Olimpia \| 4:1 \| Melgar \| |              |                   |           |                   |
| Fecha | Lugar        | Local             | Resultado | Visitante         |
| 5 de abril | Santa Fe     | Patronato         | 1:2       | Atlético Nacional |
| 6 de abril | Arequipa     | Melgar            | 1:1       | Olimpia           |
| 18 de abril | Asunción     | Olimpia           | 1:0       | Patronato         |
| 20 de abril | Barranquilla | Atlético Nacional | 3:1       | Melgar            |
| 2 de mayo | Medellín     | Atlético Nacional | 2:2       | Olimpia           |
| 4 de mayo | Paraná       | Patronato         | 4:1       | Melgar            |
| 24 de mayo | Arequipa     | Melgar            | 0:1       | Atlético Nacional |
| 25 de mayo | Santa Fe     | Patronato         | 0:2       | Olimpia           |
| 6 de junio | Arequipa     | Melgar            | 5:0       | Patronato         |
| 8 de junio | Asunción     | Olimpia           | 3:0       | Atlético Nacional |
| 27 de junio | Medellín     | Atlético Nacional | 0:1       | Patronato         |
| 27 de junio | Asunción     | Olimpia           | 4:1       | Melgar            |

## Equipos transferidos a la Copa Sudamericana 2023
Los cuatro perdedores de la fase 3 fueron transferidos a la fase de grupos de la Copa Sudamericana 2023, y los ocho terceros de la fase de grupos, a los play-off de octavos de final del mismo torneo.
| Equipo                 | Procedencia |
| ---------------------- | ----------- |
| Millonarios            | Fase 3      |
| Huracán                | Fase 3      |
| Fortaleza              | Fase 3      |
| Magallanes             | Fase 3      |
| Ñublense               | Grupo A     |
| Independiente Medellín | Grupo B     |
| Barcelona              | Grupo C     |
| Sporting Cristal       | Grupo D     |
| Corinthians            | Grupo E     |
| Colo-Colo              | Grupo F     |
| Libertad               | Grupo G     |
| Patronato              | Grupo H     |

## Fases finales
Las fases finales estuvieron compuestas por cuatro etapas: octavos, cuartos, semifinales y final. Se disputaron por eliminación directa, en partidos de ida y vuelta con excepción de la final que se jugó a partido único. No se tuvo en cuenta el gol de visitante como método de desempate.
A los fines de establecer las llaves de la primera etapa, los dieciséis equipos fueron ordenados en dos tablas, una con los clasificados como primeros (numerados del 1 al 8 de acuerdo con su desempeño en la fase de grupos, determinada según los criterios de clasificación), y otra con aquellos clasificados como segundos (numerados del 9 al 16, con el mismo criterio), enfrentándose en octavos de final uno de los que terminaron en la primera posición contra uno de los que ocuparon la segunda.

### Tabla de primeros
| N.º | Equipo                  | Pts. | PJ | PG | PE | PP | GF | GC | DG |
| --- | ----------------------- | ---- | -- | -- | -- | -- | -- | -- | -- |
| 1   | Palmeiras               | 15   | 6  | 5  | 0  | 1  | 16 | 6  | 10 |
| 2   | Olimpia                 | 14   | 6  | 4  | 2  | 0  | 13 | 4  | 9  |
| 3   | Racing Club             | 13   | 6  | 4  | 1  | 1  | 13 | 6  | 7  |
| 4   | Boca Juniors            | 13   | 6  | 4  | 1  | 1  | 9  | 2  | 7  |
| 5   | Athletico Paranaense    | 13   | 6  | 4  | 1  | 1  | 9  | 4  | 5  |
| 6   | Independiente del Valle | 12   | 6  | 4  | 0  | 2  | 10 | 5  | 5  |
| 7   | Internacional           | 12   | 6  | 3  | 3  | 0  | 10 | 6  | 4  |
| 8   | Fluminense              | 10   | 6  | 3  | 1  | 2  | 10 | 6  | 4  |

### Tabla de segundos
| N.º | Equipo             | Pts. | PJ | PG | PE | PP | GF | GC | DG |
| --- | ------------------ | ---- | -- | -- | -- | -- | -- | -- | -- |
| 9   | Bolívar            | 12   | 6  | 4  | 0  | 2  | 11 | 7  | 4  |
| 10  | Flamengo           | 11   | 6  | 3  | 2  | 1  | 11 | 5  | 6  |
| 11  | Nacional           | 11   | 6  | 3  | 2  | 1  | 9  | 7  | 2  |
| 12  | Argentinos Juniors | 11   | 6  | 3  | 2  | 1  | 8  | 6  | 2  |
| 13  | Atlético Mineiro   | 10   | 6  | 3  | 1  | 2  | 7  | 5  | 2  |
| 14  | River Plate        | 10   | 6  | 3  | 1  | 2  | 11 | 11 | 0  |
| 15  | Atlético Nacional  | 10   | 6  | 3  | 1  | 2  | 8  | 8  | 0  |
| 16  | Deportivo Pereira  | 8    | 6  | 2  | 2  | 2  | 5  | 5  | 0  |

### Cuadro de desarrollo
|  | Octavos de final  | Octavos de final        | Octavos de final   | Octavos de final   | Octavos de final  |   |       | Cuartos de final   | Cuartos de final   | Cuartos de final   | Cuartos de final   | Cuartos de final   |  |   | Semifinales                      | Semifinales                      | Semifinales                      | Semifinales                      | Semifinales                      |  |              | Final          | Final          | Final          |  |
|  | 1 al 10 de agosto | 1 al 10 de agosto       | 1 al 10 de agosto  | 1 al 10 de agosto  | 1 al 10 de agosto |   |       | 22 al 31 de agosto | 22 al 31 de agosto | 22 al 31 de agosto | 22 al 31 de agosto | 22 al 31 de agosto |  |   | 27 de septiembre al 5 de octubre | 27 de septiembre al 5 de octubre | 27 de septiembre al 5 de octubre | 27 de septiembre al 5 de octubre | 27 de septiembre al 5 de octubre |  |              | 4 de noviembre | 4 de noviembre | 4 de noviembre |  |
|  |                   |                         |                    |                    |                   |   |       |                    |                    |                    |                    |                    |  |   |                                  |                                  |                                  |                                  |                                  |  |              |                |                |                |  |
|  |                   |                         |                    |                    |                   |   |       |                    |                    |                    |                    |                    |  |   |                                  |                                  |                                  |                                  |                                  |  |              |                |                |                |  |
|  | 1                 | Palmeiras               | 1                  | 0                  | 1                 |   |       |                    |                    |                    |                    |                    |  |   |                                  |                                  |                                  |                                  |                                  |  |              |                |                |                |  |
|  | 1                 | Palmeiras               | 1                  | 0                  | 1                 |   |       |                    |                    |                    |                    |                    |  |   |                                  |                                  |                                  |                                  |                                  |  |              |                |                |                |  |
|  | 13                | Atlético Mineiro        | 0                  | 0                  | 0                 |   |       |                    |                    |                    |                    |                    |  |   |                                  |                                  |                                  |                                  |                                  |  |              |                |                |                |  |
|  | 13                | Atlético Mineiro        | 0                  | 0                  | 0                 |   | 1     | Palmeiras          | 4                  | 0                  | 4                  |                    |  |   |                                  |                                  |                                  |                                  |                                  |  |              |                |                |                |  |
|  |                   |                         |                    |                    |                   |   | 1     | Palmeiras          | 4                  | 0                  | 4                  |                    |  |   |                                  |                                  |                                  |                                  |                                  |  |              |                |                |                |  |
|  |                   |                         | 16                 | Deportivo Pereira  | 0                 | 0 | 0     |                    |                    |                    |                    |                    |  |   |                                  |                                  |                                  |                                  |                                  |  |              |                |                |                |  |
|  | 6                 | Independiente del Valle | 16                 | Deportivo Pereira  | 0                 | 0 | 0     | 0                  | 1                  | 1                  |                    |                    |  |   |                                  |                                  |                                  |                                  |                                  |  |              |                |                |                |  |
|  | 6                 | Independiente del Valle |                    |                    |                   |   |       |                    |                    | 1                  |                    |                    |  |   |                                  |                                  |                                  |                                  |                                  |  |              |                |                |                |  |
|  | 16                | Deportivo Pereira       | 1                  | 1                  | 2                 |   |       |                    |                    |                    |                    |                    |  |   |                                  |                                  |                                  |                                  |                                  |  |              |                |                |                |  |
|  | 16                | Deportivo Pereira       | 1                  | 1                  | 2                 |   |       |                    |                    |                    |                    |                    |  | 1 | Palmeiras                        | 0                                | 1                                | 1 (2)                            |                                  |  |              |                |                |                |  |
|  |                   |                         |                    |                    |                   |   |       |                    |                    |                    |                    |                    |  | 1 | Palmeiras                        | 0                                | 1                                | 1 (2)                            |                                  |  |              |                |                |                |  |
|  |                   |                         | 4                  | Boca Juniors       | 0                 | 1 | 1 (4) |                    |                    |                    |                    |                    |  |   |                                  |                                  |                                  |                                  |                                  |  |              |                |                |                |  |
|  | 3                 | Racing Club             | 4                  | Boca Juniors       | 0                 | 1 | 1 (4) | 2                  | 3                  | 5                  |                    |                    |  |   |                                  |                                  |                                  |                                  |                                  |  |              |                |                |                |  |
|  | 3                 | Racing Club             |                    |                    |                   |   |       |                    |                    | 5                  |                    |                    |  |   |                                  |                                  |                                  |                                  |                                  |  |              |                |                |                |  |
|  | 15                | Atlético Nacional       | 4                  | 0                  | 4                 |   |       |                    |                    |                    |                    |                    |  |   |                                  |                                  |                                  |                                  |                                  |  |              |                |                |                |  |
|  | 15                | Atlético Nacional       | 4                  | 0                  | 4                 |   | 3     | Racing Club        | 0                  | 0                  | 0 (1)              |                    |  |   |                                  |                                  |                                  |                                  |                                  |  |              |                |                |                |  |
|  |                   |                         |                    |                    |                   |   | 3     | Racing Club        | 0                  | 0                  | 0 (1)              |                    |  |   |                                  |                                  |                                  |                                  |                                  |  |              |                |                |                |  |
|  |                   |                         | 4                  | Boca Juniors       | 0                 | 0 | 0 (4) |                    |                    |                    |                    |                    |  |   |                                  |                                  |                                  |                                  |                                  |  |              |                |                |                |  |
|  | 4                 | Boca Juniors            | 4                  | Boca Juniors       | 0                 | 0 | 0 (4) | 0                  | 2                  | 2 (4)              |                    |                    |  |   |                                  |                                  |                                  |                                  |                                  |  |              |                |                |                |  |
|  | 4                 | Boca Juniors            |                    |                    |                   |   |       |                    |                    | 2 (4)              |                    |                    |  |   |                                  |                                  |                                  |                                  |                                  |  |              |                |                |                |  |
|  | 11                | Nacional                | 0                  | 2                  | 2 (2)             |   |       |                    |                    |                    |                    |                    |  |   |                                  |                                  |                                  |                                  |                                  |  |              |                |                |                |  |
|  | 11                | Nacional                | 0                  | 2                  | 2 (2)             |   |       |                    |                    |                    |                    |                    |  |   |                                  |                                  |                                  |                                  |                                  |  | Boca Juniors | Boca Juniors   | 1              |                |  |
|  |                   |                         |                    |                    |                   |   |       |                    |                    |                    |                    |                    |  |   |                                  |                                  |                                  |                                  |                                  |  | Boca Juniors | Boca Juniors   | 1              |                |  |
|  |                   |                         | Fluminense (t. s.) | Fluminense (t. s.) | 2                 |   |       |                    |                    |                    |                    |                    |  |   |                                  |                                  |                                  |                                  |                                  |  |              |                |                |                |  |
|  | 7                 | Internacional           | Fluminense (t. s.) | Fluminense (t. s.) | 2                 | 1 | 2     | 3 (9)              |                    |                    |                    |                    |  |   |                                  |                                  |                                  |                                  |                                  |  |              |                |                |                |  |
|  | 7                 | Internacional           |                    |                    |                   |   |       |                    |                    |                    |                    |                    |  |   |                                  |                                  |                                  |                                  |                                  |  |              |                |                |                |  |
|  | 14                | River Plate             | 2                  | 1                  | 3 (8)             |   |       |                    |                    |                    |                    |                    |  |   |                                  |                                  |                                  |                                  |                                  |  |              |                |                |                |  |
|  | 14                | River Plate             | 2                  | 1                  | 3 (8)             |   | 7     | Internacional      | 1                  | 2                  | 3                  |                    |  |   |                                  |                                  |                                  |                                  |                                  |  |              |                |                |                |  |
|  |                   |                         |                    |                    |                   |   | 7     | Internacional      | 1                  | 2                  | 3                  |                    |  |   |                                  |                                  |                                  |                                  |                                  |  |              |                |                |                |  |
|  |                   |                         | 9                  | Bolívar            | 0                 | 0 | 0     |                    |                    |                    |                    |                    |  |   |                                  |                                  |                                  |                                  |                                  |  |              |                |                |                |  |
|  | 5                 | Athletico Paranaense    | 9                  | Bolívar            | 0                 | 0 | 0     | 1                  | 2                  | 3 (4)              |                    |                    |  |   |                                  |                                  |                                  |                                  |                                  |  |              |                |                |                |  |
|  | 5                 | Athletico Paranaense    |                    |                    |                   |   |       |                    |                    | 3 (4)              |                    |                    |  |   |                                  |                                  |                                  |                                  |                                  |  |              |                |                |                |  |
|  | 9                 | Bolívar                 | 3                  | 0                  | 3 (5)             |   |       |                    |                    |                    |                    |                    |  |   |                                  |                                  |                                  |                                  |                                  |  |              |                |                |                |  |
|  | 9                 | Bolívar                 | 3                  | 0                  | 3 (5)             |   |       |                    |                    |                    |                    |                    |  | 7 | Internacional                    | 2                                | 1                                | 3                                |                                  |  |              |                |                |                |  |
|  |                   |                         |                    |                    |                   |   |       |                    |                    |                    |                    |                    |  | 7 | Internacional                    | 2                                | 1                                | 3                                |                                  |  |              |                |                |                |  |
|  |                   |                         | 8                  | Fluminense         | 2                 | 2 | 4     |                    |                    |                    |                    |                    |  |   |                                  |                                  |                                  |                                  |                                  |  |              |                |                |                |  |
|  | 2                 | Olimpia                 | 8                  | Fluminense         | 2                 | 2 | 4     | 0                  | 3                  | 3                  |                    |                    |  |   |                                  |                                  |                                  |                                  |                                  |  |              |                |                |                |  |
|  | 2                 | Olimpia                 |                    |                    |                   |   |       |                    |                    | 3                  |                    |                    |  |   |                                  |                                  |                                  |                                  |                                  |  |              |                |                |                |  |
|  | 10                | Flamengo                | 1                  | 1                  | 2                 |   |       |                    |                    |                    |                    |                    |  |   |                                  |                                  |                                  |                                  |                                  |  |              |                |                |                |  |
|  | 10                | Flamengo                | 1                  | 1                  | 2                 |   | 2     | Olimpia            | 0                  | 1                  | 1                  |                    |  |   |                                  |                                  |                                  |                                  |                                  |  |              |                |                |                |  |
|  |                   |                         |                    |                    |                   |   | 2     | Olimpia            | 0                  | 1                  | 1                  |                    |  |   |                                  |                                  |                                  |                                  |                                  |  |              |                |                |                |  |
|  |                   |                         | 8                  | Fluminense         | 2                 | 3 | 5     |                    |                    |                    |                    |                    |  |   |                                  |                                  |                                  |                                  |                                  |  |              |                |                |                |  |
|  | 8                 | Fluminense              | 8                  | Fluminense         | 2                 | 3 | 5     | 1                  | 2                  | 3                  |                    |                    |  |   |                                  |                                  |                                  |                                  |                                  |  |              |                |                |                |  |
|  | 8                 | Fluminense              |                    |                    |                   |   |       |                    |                    | 3                  |                    |                    |  |   |                                  |                                  |                                  |                                  |                                  |  |              |                |                |                |  |
|  | 12                | Argentinos Juniors      | 1                  | 0                  | 1                 |   |       |                    |                    |                    |                    |                    |  |   |                                  |                                  |                                  |                                  |                                  |  |              |                |                |                |  |
|  | 12                | Argentinos Juniors      | 1                  | 0                  | 1                 |   |       |                    |                    |                    |                    |                    |  |   |                                  |                                  |                                  |                                  |                                  |  |              |                |                |                |  |
|  |                   |                         |                    |                    |                   |   |       |                    |                    |                    |                    |                    |  |   |                                  |                                  |                                  |                                  |                                  |  |              |                |                |                |  |

Nota: En las series a dos partidos, el equipo con el menor número de orden es el que definió como local.

### Octavos de final
| 3 de agosto, 17:00 (UTC-5) | Atlético Nacional                           | 4:2 (1:0) | Racing Club                    | Estadio Atanasio Girardot, Medellín             |                                                 |
|                            | Zapata 34' · Duque 61' · Cantera 83', 90+5' | Reporte   | Piovi 87' (pen.), 90+4' (pen.) | Árbitro(s): Braulio Machado VAR: Rodolpho Toski | Árbitro(s): Braulio Machado VAR: Rodolpho Toski |

| 10 de agosto, 19:00 (UTC-3) | Racing Club                                   | 3:0 (1:0) | Atlético Nacional | Estadio Presidente Perón, Avellaneda                |                                                     |
|                             | Martínez 28' · Ojeda 50' · Aguirre 56' (a.g.) | Reporte   |                   | Árbitro(s): Jesús Valenzuela VAR: Ángelo Hermosilla | Árbitro(s): Jesús Valenzuela VAR: Ángelo Hermosilla |

| 1 de agosto, 20:00 (UTC-4) | Bolívar                              | 3:1 (2:1) | Athletico Paranaense | Estadio Hernando Siles, La Paz                  |                                                 |
|                            | R. Fernández 13', 76' · Bejarano 27' | Reporte   | Erick 9'             | Árbitro(s): Guillermo Guerrero VAR: Carlos Orbe | Árbitro(s): Guillermo Guerrero VAR: Carlos Orbe |

| 8 de agosto, 21:00 (UTC-3) | Athletico Paranaense                                | 2:0 (1:0) (4:5 p.)         | Bolívar                                                   | Arena da Baixada, Curitiba                       |                                                  |
|                            | Fernandinho 31' (pen.) · Vitor Roque 67'            | Reporte                    |                                                           | Árbitro(s): Kevin Ortega VAR: Francisco Gilabert | Árbitro(s): Kevin Ortega VAR: Francisco Gilabert |
|                            |                                                     | Tiros desde el punto penal |                                                           |                                                  |                                                  |
|                            | Cirino · Vitor Bueno · Fernandinho · Vidal · Heleno |                            | Bejarano · Justiniano · Saucedo · Algarañaz · Bruno Sávio |                                                  |                                                  |

| 3 de agosto, 21:00 (UTC-3) | Flamengo           | 1:0 (0:0) | Olimpia | Estadio Maracaná, Río de Janeiro              |                                               |
|                            | Bruno Henrique 49' | Reporte   |         | Árbitro(s): Darío Herrera VAR: Mauro Vigliano | Árbitro(s): Darío Herrera VAR: Mauro Vigliano |

| 10 de agosto, 20:00 (UTC-4) | Olimpia                             | 3:1 (1:1) | Flamengo          | Estadio Defensores del Chaco, Asunción   |                                          |
|                             | Torres 12' · Ortiz 69' · Bruera 80' | Reporte   | Bruno Henrique 8' | Árbitro(s): Wilmar Roldán VAR: Juan Lara | Árbitro(s): Wilmar Roldán VAR: Juan Lara |

| 2 de agosto, 21:30 (UTC-3) | Atlético Mineiro | 0:1 (0:1) | Palmeiras         | Estadio Mineirão, Belo Horizonte              |                                               |
|                            |                  | Reporte   | Raphael Veiga 29' | Árbitro(s): Facundo Tello VAR: Germán Delfino | Árbitro(s): Facundo Tello VAR: Germán Delfino |

| 9 de agosto, 21:30 (UTC-3) | Palmeiras | 0:0     | Atlético Mineiro | Allianz Parque, São Paulo                        |                                                  |
|                            |           | Reporte |                  | Árbitro(s): Fernando Rapallini VAR: Jorge Baliño | Árbitro(s): Fernando Rapallini VAR: Jorge Baliño |

| 2 de agosto, 19:00 (UTC-5) | Deportivo Pereira | 1:0 (0:0) | Independiente del Valle | Estadio Hernán Ramírez Villegas, Pereira         |                                                  |
|                            | Santacruz 59'     | Reporte   |                         | Árbitro(s): Yael Falcón Pérez VAR: Silvio Trucco | Árbitro(s): Yael Falcón Pérez VAR: Silvio Trucco |

| 9 de agosto, 19:00 (UTC-5) | Independiente del Valle | 1:1 (1:0) | Deportivo Pereira | Estadio Olímpico Atahualpa, Quito                 |                                                   |
|                            | Hoyos 6'                | Reporte   | Angulo 50'        | Árbitro(s): Darío Herrera VAR: Hernán Mastrángelo | Árbitro(s): Darío Herrera VAR: Hernán Mastrángelo |

| 1 de agosto, 19:00 (UTC-3) | Argentinos Juniors | 1:1 (1:0) | Fluminense        | Estadio Diego Armando Maradona, Buenos Aires |                                              |
|                            | Ávalos 14'         | Reporte   | Samuel Xavier 88' | Árbitro(s): Piero Maza VAR: Rodrigo Carvajal | Árbitro(s): Piero Maza VAR: Rodrigo Carvajal |

| 8 de agosto, 19:00 (UTC-3) | Fluminense                             | 2:0 (0:0) | Argentinos Juniors | Estadio Maracaná, Río de Janeiro                 |                                                  |
|                            | Samuel Xavier 86' · John Kennedy 90+7' | Reporte   |                    | Árbitro(s): Alexis Herrera VAR: Leonard Mosquera | Árbitro(s): Alexis Herrera VAR: Leonard Mosquera |

| 1 de agosto, 21:00 (UTC-3) | River Plate     | 2:1 (0:1) | Internacional  | Estadio Monumental, Buenos Aires            |                                             |
|                            | Solari 65', 79' | Reporte   | Valencia 45+1' | Árbitro(s): Jesús Valenzuela VAR: Juan Lara | Árbitro(s): Jesús Valenzuela VAR: Juan Lara |

| 8 de agosto, 21:00 (UTC-3) | Internacional | 2:1 (0:0) (9:8 p.)         | River Plate                                                                                                | Estadio Beira-Rio, Porto Alegre                 |                                                 |
|                            | Mercado 70' · Patrick 78'                                                                                              | Reporte                    | Rojas 90'                                                                                                  | Árbitro(s): Andrés Matonte VAR: Leodán González | Árbitro(s): Andrés Matonte VAR: Leodán González |
|                            | | Tiros desde el punto penal | |                                                 |                                                 |
|                            | Luiz Adriano · Valencia · Bruno Henrique · Pedro Henrique · Renê · Mercado · C. de Pena · Johnny · Igor Gomes · Rochet |                            | Palavecino · Beltrán · I. Fernández · De la Cruz · Colidio · Aliendro · Solari · E. Díaz · P. Díaz · Rojas |                                                 |                                                 |

| 2 de agosto, 21:00 (UTC-3) | Nacional | 0:0     | Boca Juniors | Estadio Gran Parque Central, Montevideo     |                                             |
|                            |          | Reporte |              | Árbitro(s): Raphael Claus VAR: Wagner Reway | Árbitro(s): Raphael Claus VAR: Wagner Reway |

| 9 de agosto, 21:00 (UTC-3) | Boca Juniors                                            | 2:2 (1:1) (4:2 p.)         | Nacional                                  | La Bombonera, Buenos Aires                     |                                                |
|                            | Merentiel 12' · Advíncula 47'                           | Reporte                    | Trezza 16' · Ramírez 75'                  | Árbitro(s): Anderson Daronco VAR: Daniel Nobre | Árbitro(s): Anderson Daronco VAR: Daniel Nobre |
|                            |                                                         | Tiros desde el punto penal |                                           |                                                |                                                |
|                            | Zeballos · Benedetto · Valentini · G. Fernández · Barco |                            | Ramírez · Polenta · Bocanegra · Gigliotti |                                                |                                                |

### Cuartos de final
| 23 de agosto, 21:30 (UTC-3) | Boca Juniors | 0:0     | Racing Club | La Bombonera, Buenos Aires                   |                                              |
|                             |              | Reporte |             | Árbitro(s): Wilton Sampaio VAR: Wagner Reway | Árbitro(s): Wilton Sampaio VAR: Wagner Reway |

| 30 de agosto, 21:30 (UTC-3) | Racing Club               | 0:0 (1:4 p.)               | Boca Juniors                      | Estadio Presidente Perón, Avellaneda            |                                                 |
|                             |                           | Reporte                    |                                   | Árbitro(s): Andrés Matonte VAR: Leodán González | Árbitro(s): Andrés Matonte VAR: Leodán González |
|                             |                           | Tiros desde el punto penal |                                   |                                                 |                                                 |
|                             | Piovi · Quintero · Sigali |                            | Zeballos · Janson · Cavani · Rojo |                                                 |                                                 |

| 22 de agosto, 18:00 (UTC-4) | Bolívar | 0:1 (0:1) | Internacional | Estadio Hernando Siles, La Paz                |                                               |
|                             |         | Reporte   | Valencia 16'  | Árbitro(s): Darío Herrera VAR: Germán Delfino | Árbitro(s): Darío Herrera VAR: Germán Delfino |

| 29 de agosto, 19:00 (UTC-3) | Internacional     | 2:0 (1:0) | Bolívar | Estadio Beira-Rio, Porto Alegre             |                                             |
|                             | Valencia 11', 60' | Reporte   |         | Árbitro(s): Esteban Ostojich VAR: Juan Soto | Árbitro(s): Esteban Ostojich VAR: Juan Soto |

| 24 de agosto, 21:30 (UTC-3) | Fluminense           | 2:0 (1:0) | Olimpia | Estadio Maracaná, Río de Janeiro             |                                              |
|                             | André 43' · Cano 59' | Reporte   |         | Árbitro(s): Andrés Matonte VAR: Andrés Cunha | Árbitro(s): Andrés Matonte VAR: Andrés Cunha |

| 31 de agosto, 20:30 (UTC-4) | Olimpia    | 1:3 (1:1) | Fluminense                         | Defensores del Chaco, Asunción                   |                                                  |
|                             | Zabala 44' | Reporte   | John Kennedy 24' · Cano 80', 90+2' | Árbitro(s): Jesús Valenzuela VAR: Mauro Vigliano | Árbitro(s): Jesús Valenzuela VAR: Mauro Vigliano |

| 23 de agosto, 19:30 (UTC-5) | Deportivo Pereira | 0:4 (0:3) | Palmeiras                                                          | Estadio Hernán Ramírez Villegas, Pereira      |                                               |
|                             |                   | Reporte   | Raphael Veiga 23' (pen.) · Marcos Rocha 31' · Mayke 34' · Rony 82' | Árbitro(s): Facundo Tello VAR: Mauro Vigliano | Árbitro(s): Facundo Tello VAR: Mauro Vigliano |

| 30 de agosto, 21:30 (UTC-3) | Palmeiras | 0:0     | Deportivo Pereira | Allianz Parque, São Paulo                         |                                                   |
|                             |           | Reporte |                   | Árbitro(s): Cristián Garay VAR: Ángelo Hermosilla | Árbitro(s): Cristián Garay VAR: Ángelo Hermosilla |

### Semifinales
| 28 de septiembre, 21:30 (UTC-3) | Boca Juniors | 0:0     | Palmeiras | Estadio La Bombonera, Buenos Aires       |                                          |
|                                 |              | Reporte |           | Árbitro(s): Wilmar Roldán VAR: Juan Lara | Árbitro(s): Wilmar Roldán VAR: Juan Lara |

| 5 de octubre, 21:30 (UTC-3) | Palmeiras                                  | 1:1 (0:1) (2:4 p.)         | Boca Juniors                                       | Allianz Parque, São Paulo                       |                                                 |
|                             | Piquerez 73'                               | Reporte                    | Cavani 23'                                         | Árbitro(s): Andrés Matonte VAR: Leodán González | Árbitro(s): Andrés Matonte VAR: Leodán González |
|                             |                                            | Tiros desde el punto penal |                                                    |                                                 |                                                 |
|                             | Raphael Veiga · Gómez · Kevin · Piquerez · |                            | Cavani · Valdez · Valentini · Figal · G. Fernández |                                                 |                                                 |

| 27 de septiembre, 21:30 (UTC-3) | Fluminense    | 2:2 (1:1) | Internacional                  | Estadio Maracaná, Río de Janeiro              |                                               |
|                                 | Cano 10', 78' | Reporte   | Mallo 45+5' · Alan Patrick 64' | Árbitro(s): Darío Herrera VAR: Mauro Vigliano | Árbitro(s): Darío Herrera VAR: Mauro Vigliano |

| 4 de octubre, 21:30 (UTC-3) | Internacional | 1:2 (1:0) | Fluminense                  | Estadio Beira-Rio, Porto Alegre             |                                             |
|                             | Mercado 10'   | Reporte   | John Kennedy 81' · Cano 87' | Árbitro(s): Jesús Valenzuela VAR: Juan Soto | Árbitro(s): Jesús Valenzuela VAR: Juan Soto |

### Final
| 4 de noviembre, 17:00 (UTC-3) | Boca Juniors  | 1:2 (1:1, 0:1) (t. s.) | Fluminense                  | Estadio Maracaná, Río de Janeiro                                         |                                                                          |
|                               | Advíncula 72' | Reporte                | Cano 36' · John Kennedy 99' | Asistencia: 69 232 espectadores Árbitro(s): Wilmar Roldán VAR: Juan Lara | Asistencia: 69 232 espectadores Árbitro(s): Wilmar Roldán VAR: Juan Lara |

|                                |
| Bandera de Brasil              |
| Campeón Fluminense 1.er título |

## Estadísticas y premios

### Mejor jugador
| Jugador      | Club |
| ------------ | ---- |
| No entregado |      |

### Goleadores
| Jugador      | Club                   | Goles | Part. |
| ------------ | ---------------------- | ----- | ----- |
| Germán Cano  | Fluminense             | 13    | 12    |
| Paulinho     | Atlético Mineiro       | 7     | 11    |
| Dorlan Pabón | Atlético Nacional      | 6     | 4     |
| Luciano Pons | Independiente Medellín | 5     | 10    |
| Artur        | Palmeiras              | 5     | 12    |
| Alan Patrick | Internacional          | 5     | 12    |

### Asistentes
| Jugador      | Club                   | Asistencias |
| ------------ | ---------------------- | ----------- |
| Alan Patrick | Internacional          | 5           |
| Keno         | Fluminense             | 5           |
| Rony         | Palmeiras              | 5           |
| Paulinho     | Atlético Mineiro       | 4           |
| Luciano Pons | Independiente Medellín | 4           |

### Equipo ideal
| Equipo Ideal 2023 | Equipo Ideal 2023 | Equipo Ideal 2023 |
| Pos.              | Futbolista        | Equipo            |
| ----------------- | ----------------- | ----------------- |
| Guardameta        | Sergio Romero     | Boca Juniors      |
| Defensa           | Luis Advincula    | Boca Juniors      |
| Defensa           | Nino              | Fluminense        |
| Defensa           | Joaquín Piquerez  | Palmeiras         |
| Centrocampista    | Andre             | Fluminense        |
| Centrocampista    | Ganso             | Fluminense        |
| Centrocampista    | Alan Patrick      | Internacional     |
| Centrocampista    | Jhon Arias        | Fluminense        |
| Delantero         | Paulinho          | Atlético Mineiro  |
| Delantero         | Germán Cano       | Fluminense        |
| Delantero         | Enner Valencia    | Internacional     |
| Entrenador        | Fernando Diniz    | Fluminense        |